# Joyce Sylvester
Joyce Juanita Sylvester (Amsterdam, 19 september 1965) is een Nederlands PvdA-politicus en bestuurder van Surinaamse afkomst. Sinds 1 november 2022 is zij dijkgraaf van het Waterschap Amstel, Gooi en Vecht. Sinds 1 mei 2022 is zij voorzitter van de Staatscommissie tegen Discriminatie en Racisme. Daarvoor was zij substituut ombudsman bij de Nationale ombudsman (2016-2022), waarnemend burgemeester van Naarden (2009-2015) en Anna Paulowna (2008-2009) en lid van de Eerste Kamer der Staten-Generaal (2003-2015).

## Biografie

### Jeugd, opleiding en werk
Sylvester groeide op in een gezin met drie zussen. Haar ouders kwamen begin jaren zestig uit Suriname naar Nederland. Haar moeder werkte als hoofd van de huishoudelijke dienst van de burgemeesterswoning te Amsterdam. Ze ging tot 1984 naar het vwo op het Pieter Nieuwland College in Amsterdam. Daarna studeerde ze van 1984 tot 1985 culturele antropologie aan de Universiteit van Amsterdam, waar ze haar propedeuse behaalde. Tussen 1985 en 1991 studeerde zij communicatiewetenschap/informatiekunde, deels aan de Universiteit Utrecht en deels aan de Universiteit van Amsterdam, en politicologie/bestuurskunde aan de Universiteit van Amsterdam. Van beide studies behaalde zij haar doctoraal. In 2000 promoveerde ze in het staats- en bestuursrecht aan de juridische faculteit van de Vrije Universiteit Amsterdam met als proefschrift: De praktijk van privatisering.
Ze werkte onder meer van 1985 tot 1991 als sportjournalist bij Het Parool en als programmamaker bij Migranten Televisie Amsterdam. Daarna werkte ze van 1992 tot 1994 als controller bij het ministerie van Verkeer en Waterstaat en van 1994 tot 1998 als stafmedewerker bij de gemeente Amsterdam. Nadien werkte ze van 1998 tot 2003 als organisatieadviseur bij TwynstraGudde waar ze eindverantwoordelijk was voor het Centrum Overheid en Markt. Van 2003 tot 2009 was ze directeur van een organisatieadviesbureau.
Eind 2019 verscheen ze in de lijst van de Volkskrant Top 200 Invloedrijkste Nederlanders. Het feministische opinieblad Opzij zette haar in 2020 in de top 100 meest invloedrijke vrouwen. Met ingang van 1 september 2022 werd Sylvester Academic Fellow van de faculteit Recht, Economie, Bestuur en Organisatie van de Universiteit Utrecht. Als Academic Fellow zal zij onderwijs en onderzoek van de faculteit gaan versterken, onder andere door gastcolleges, begeleiding van studenten en door samen te werken met onderzoekers op het gebied van lokale democratie, burgerparticipatie, inclusie en democratische innovatie.

### Openbaar bestuur
In 2003 werd ze namens de PvdA gekozen in de Eerste Kamer der Staten-Generaal. In de senaat hield ze zich bezig met Financiën, Economische Zaken, Cultuur en Landbouw. Bij de Eerste Kamerverkiezingen 2007 stond ze op de 16e plaats en kreeg de PvdA 14 zetels, maar kwam met voorkeurstemmen toch terug. In 2011 stond ze op de negende plaats op de kandidatenlijst en werd opnieuw herkozen. In de Eerste Kamer was ze onder meer secretaris/penningmeester van de fractie en voorzitter van de vaste commissie Sociale Zaken en Werkgelegenheid en vicevoorzitter van de vaste commissie Binnenlandse Zaken en Hoge Colleges van Staat/Algemene Zaken en Huis der Koningin.
Van 1 oktober 2008 tot en met 31 mei 2009 was ze waarnemend burgemeester van de Noord-Hollandse gemeente Anna Paulowna. Ze verving de vertrokken Arnoud-Jan Pennink. Joyce Sylvester was de eerste zwarte vrouw in Nederland in die functie. Van 14 september 2009 tot en met 31 december 2015 was Sylvester waarnemend burgemeester van Naarden tot de fusiegemeente Gooise Meren tot stand kwam per 1 januari 2016.
Van 1 februari 2016 tot 1 april 2022 was ze werkzaam als substituut ombudsman bij de Nationale Ombudsman. Met ingang van 1 mei 2022 werd zij voorzitter van de Staatscommissie tegen Discriminatie en Racisme. Op 8 juni 2022 werd Sylvester door het algemeen bestuur van het Waterschap Amstel, Gooi en Vecht voorgedragen als nieuwe dijkgraaf. Op 25 oktober van dat jaar werd zij beëdigd en geïnstalleerd als nieuwe dijkgraaf. Zij begon op 1 november van dat jaar.

## Nevenactiviteiten
- Lid Raad van Advies stichting Comeniusmuseum in Naarden, sinds 2022
- Columnist AD, sinds 2022
- Academic Fellow Universiteit Utrecht, sinds 2022
- Voorzitter Staatscommissie tegen Discriminatie en Racisme, sinds 2022
- Lid Raad van Toezicht Koninklijk Theater Carré Amsterdam, sinds 2021
- Lid Landelijke Selectiecommissie Rechters, sinds 2020
- Voorzitter Raad van Toezicht stichtingen Slot Zuylen, sinds 2019
- Lid Raad van Toezicht VSBfonds en het bestuur van VSB Vermogensfonds, sinds 2018
- Voorzitter en lid Raad van Toezicht Stichting PCOU/Willibrord Stichting, sinds 2015
- Ambassadeur Stichting duurzame Ontwikkeling Nederland Suriname, sinds 2006[10]

## Boeken
- De praktijk van privatisering, 2000, Den Haag, SDU Uitgevers (ISBN 9789054092421)
- Strategievorming van verzelfstandigde organisaties, i.s.m. Jan Jurriëns, 2001, Amersfoort, Twynstra Gudde,
- Bent ú de burgemeester? Autobiografie van een pionier, 2021, autobiografie, (ISBN 9789045043319)[11]

## Onderscheidingen
- Vrouw in de Media Award (2021)
- Eberhard van der Laan Mediation Award (2021)
- Ridder in de Orde van Oranje Nassau (2015)
- Zilveren legpenning Naarden (2015)

## Trivia
- Sylvester was op 30 november 1992 passagier van de intercitytrein die bij een ongeval bij Hoofddorp ontspoorde en kantelde. Na de redding door een voorbijganger lag zij drie weken in coma en had zij tien jaar nodig om volledig te herstellen.[12]